# Mali Haikî, Radîvîliv
Mali Haikî (în ucraineană Малі Гайки) este un sat în comuna Drujba din raionul Radîvîliv, regiunea Rivne, Ucraina.

## Demografie
Componența lingvistică a localității Mali Haikî
     Ucraineană (98,15%)
Conform recensământului din 2001, majoritatea populației localității Mali Haikî era vorbitoare de ucraineană (98,15%), existând în minoritate și vorbitori de alte limbi.